# Флавий Фелициан
Флавий Фелициан (лат. Flavius Felicianus) — государственный деятель Римской империи первой половины IV века, консул 337 года.

## Биография
Согласно Иоанну Малале, Фелициан в 335 году стал первым комитом Востока (лат. comes Orientis). В 337 году был назначен консулом вместе с Фабием Тицианом.
Возможно, он погиб во время уничтожения родственников Константина Великого летом 337 года. На это косвенно указывает то, что его имя было сбито на одной надписи из Путеол. Однако существует надпись, упоминающая «комита Фелициана», который в начале 40-х годов IV века был жрецом Аполлона в Дельфах. Отсюда следует, что вероятнее всего он пережил события 337 года.
При этом согласно другим источникам Фелициан был христианином.